# George Luther Hathaway
Pour les articles homonymes, voir Luther et Hathaway.
George Luther Hathaway (1813-1872) était un homme politique canadien qui fut premier ministre du Nouveau-Brunswick.
Il naît à Musquash, au Nouveau-Brunswick, le 4 août 1813 et meurt le 5 juillet 1872 à Fredericton. 